# Ner

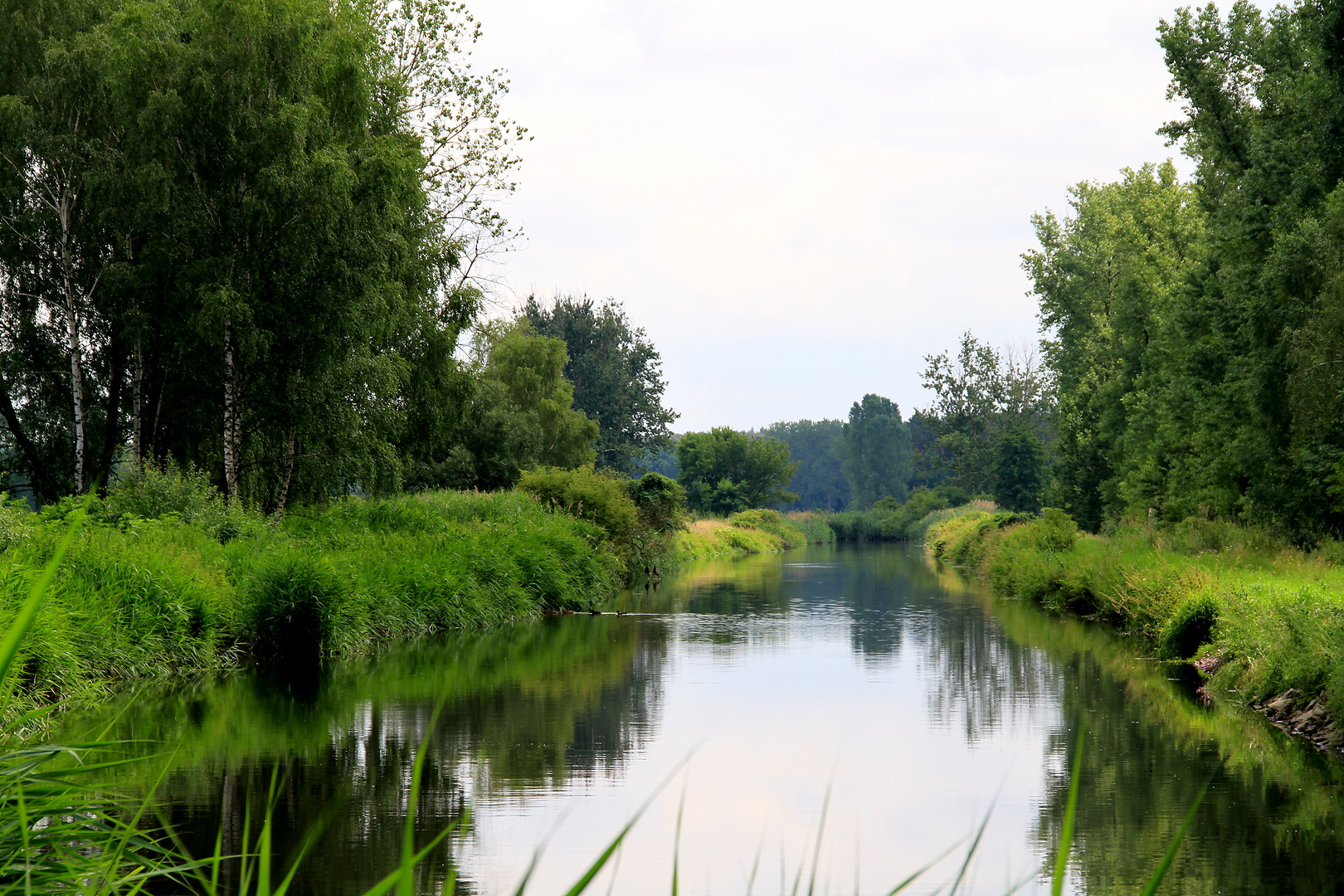
El río Ner cerca de Puczniewo

El río Ner es un río de Polonia central de unos  134 km de longitud, que nace al sudeste de Łódź. Es uno  de los afluentes del río Varta.